# La Femme au luth
La Femme au luth est un tableau de Johannes Vermeer (huile sur toile, 51,4 × 45,7 cm) peint vers 1662-1663, et exposé au Metropolitan Museum of Art de New York.

## Description
La peinture montre une jeune femme portant une veste de satin jaune, bordée de fourrure d'hermine et d'énormes boucles d'oreilles. Cette 
veste se retrouve sur cinq tableaux du peintre, on la retrouve sur La Dame au collier de perles, Jeune femme écrivant une lettre, La Maîtresse et la Servante et Une femme jouant de la guitare.
Elle regarde avec impatience par la fenêtre, attendant sans doute un visiteur masculin. Elle ne semble pas se concentrer sur ce qu'elle fait, mais sur l’événement à venir. Le spectateur ne sait pas vraiment ce qu'elle attend.
Au premier plan, une chaise avec un tête de lion se démarque nettement de l'arrière-plan lumineux, posé dessus se trouve un manteau bleu ou une couverture; à droite on ne voit qu'une partie de chaise. Devant la jeune femme se trouve un livre probablement un recueil de chansons, un autre se trouve sur le sol.
Le mur est orné par une carte de l'Europe, ce qui montrerait le lien avec l'extérieur. On peut reconnaître une carte de Jodocus Hondius, dont la première édition est datée de 1613. Sur le sol, dans l'obscurité, on peut voir une viole de gambe.
Le luth serait, en peinture de l'époque, considéré comme un symbole de chasteté et de modestie.

## Critique
Le tableau a été presque certainement été coupé de la même toile que Femme écrivant une lettre et sa servante. Il a probablement été peint peu après Jeune Femme à l'aiguière, qui a le même encadrement. Mais la peinture a des tons plus sombres, montrant une évolution de Vermeer dans le milieu et la fin des années 1660. En effet à cette époque, il a commencé à utiliser des ombres et des contours doux pour évoquer en outre une atmosphère d'intimité. Mais la datation est difficile, l'artiste ne tenait pas de registres.

## Historique
Le premier propriétaire n'est pas connu.
Le tableau a probablement été mis aux enchères à Amsterdam, le 22 décembre 1817 chez Philip van der Schley et Daniel.
La peinture a été donnée au musée en 1900 par un legs de Collis Potter Huntington.

## D'autres lectures
- (en) Walter A. Liedtke, Vermeer and the Delft School, Metropolitan Museum of Art, 2001, 626 p. (ISBN 978-0-87099-973-4, lire en ligne)